# Ceaucé
Ceaucé és un municipi francès situat al departament de l'Orne i a la regió de Normandia. L'any 2007 tenia 1.206 habitants.

## Demografia

### Població
El 2007 la població de fet de Ceaucé era de 1.206 persones. Hi havia 564 famílies de les quals 196 eren unipersonals (56 homes vivint sols i 140 dones vivint soles), 188 parelles sense fills, 120 parelles amb fills i 60 famílies monoparentals amb fills.
La població ha evolucionat segons el següent gràfic:
Habitants censats

### Habitatges
El 2007 hi havia 810 habitatges, 569 eren l'habitatge principal de la família, 165 eren segones residències i 76 estaven desocupats. 760 eren cases i 45 eren apartaments. Dels 569 habitatges principals, 384 estaven ocupats pels seus propietaris, 177 estaven llogats i ocupats pels llogaters i 8 estaven cedits a títol gratuït; 7 tenien una cambra, 35 en tenien dues, 106 en tenien tres, 168 en tenien quatre i 253 en tenien cinc o més. 402 habitatges disposaven pel capbaix d'una plaça de pàrquing. A 297 habitatges hi havia un automòbil i a 188 n'hi havia dos o més.

### Piràmide de població
La piràmide de població per edats i sexe el 2009 era:
| Homes | Edats   | Dones |
| ----- | ------- | ----- |
| 0     | 95 o +  | 4     |
| 8     | 90 a 94 | 12    |
| 4     | 85 a 89 | 20    |
| 12    | 80 a 84 | 24    |
| 24    | 75 a 79 | 40    |
| 52    | 70 a 74 | 44    |
| 44    | 65 a 69 | 80    |
| 52    | 60 a 64 | 36    |
| 20    | 55 a 59 | 40    |
| 20    | 50 a 54 | 16    |
| 44    | 45 a 49 | 40    |
| 36    | 40 a 44 | 52    |
| 40    | 35 a 39 | 36    |
| 40    | 30 a 34 | 28    |
| 24    | 25 a 29 | 40    |
| 12    | 20 a 24 | 4     |
| 40    | 15 a 19 | 44    |
| 52    | 10 a 14 | 24    |
| 36    | 5 a 9   | 32    |
| 36    | 0 a 4   | 52    |

## Economia
El 2007 la població en edat de treballar era de 650 persones, 458 eren actives i 192 eren inactives. De les 458 persones actives 424 estaven ocupades (235 homes i 189 dones) i 34 estaven aturades (14 homes i 20 dones). De les 192 persones inactives 93 estaven jubilades, 55 estaven estudiant i 44 estaven classificades com a «altres inactius».

### Ingressos
El 2009 a Ceaucé hi havia 565 unitats fiscals que integraven 1.237 persones, la mediana anual d'ingressos fiscals per persona era de 14.471 €.

### Activitats econòmiques
Dels 53 establiments que hi havia el 2007, 3 eren d'empreses alimentàries, 2 d'empreses de fabricació d'altres productes industrials, 11 d'empreses de construcció, 14 d'empreses de comerç i reparació d'automòbils, 3 d'empreses de transport, 2 d'empreses d'hostatgeria i restauració, 2 d'empreses financeres, 8 d'empreses de serveis, 6 d'entitats de l'administració pública i 2 d'empreses classificades com a «altres activitats de serveis».
Dels 19 establiments de servei als particulars que hi havia el 2009, 1 era una oficina de correu, 2 oficines bancàries, 2 paletes, 3 guixaires pintors, 2 fusteries, 2 lampisteries, 1 electricista, 2 perruqueries, 2 veterinaris i 2 restaurants.
Dels 9 establiments comercials que hi havia el 2009, 1 era una botiga de més de 120 m², 2 fleques, 2 carnisseries, 1 una peixateria, 1 una sabateria i 2 drogueries.
L'any 2000 a Ceaucé hi havia 69 explotacions agrícoles que ocupaven un total de 2.860 hectàrees.

## Equipaments sanitaris i escolars
L'únic equipament sanitari que hi havia el 2009 era una farmàcia.
El 2009 hi havia 2 escoles elementals. Ceaucé disposava d'un col·legi d'educació secundària amb 193 alumnes.

## Poblacions més properes
El següent diagrama mostra les poblacions més properes.